# 斡罗思 (海都之子)
斡羅思（蒙古语轉寫：Oros，羅馬化：ūrūs，見《史集》），蒙古帝国皇族，窝阔台之孙海都的儿子。他因与贵由孙子的秃苦灭等人一起，在窝阔台汗国（海都兀鲁思）残余势力中最后一批坚持与元朝、察合台汗国为敌的人物而闻名。

## 生平
斡羅思是海都与正妻迭连臣所生之子。史料还提到“海都指定斡羅思继承，并将全军交付于他”，可见海都本将其视为继承人。
1301年，海都率大军进攻元朝治下的蒙古高原，迭怯里古之战，遭海山率领的元军阻击，后因战伤去世。临终前，海都召来斡羅思，叮嘱其求助于察合台家族的都哇。但都哇在主持海都葬礼时，却转而支持海都的庶长子察八儿。
1303年，察八儿在都哇支持下于额敏河即位。对此，本应继位的斡罗思、以善战闻名的妹妹忽秃伦，以及贵由家族的秃苦灭等人，指责此举“违背海都遗愿”，双方爆发内战。都哇拥立察八儿的目的，是通过制造窝阔台家族内斗来削弱其势力，从而让察合台家族掌控窝阔台汗国的主导权，而鄂罗斯与察八儿的纷争恰如其愿。
1304年，都哇与宿敌元朝单独议和，察八儿、斡罗思等窝阔台系等诸王在准噶尔盆地的领地陷入孤立。斡罗思等人率军布防于阿尔泰山脉边境，史料记载他与元军统帅海山素有交情，双方军队并未持续对峙。
1306年7月，海山率元军翻越阿尔泰山脉进攻，也儿的石河之战中，窝阔台系的闊出曾孙阿魯灰、合丹子也孫禿阿、滅里子禿满等诸王大多被俘，仅察八儿、斡罗思、秃苦灭等少数人逃脱，暂居中亚。
战败的察八儿、斡罗思等人无奈向察合台家族的都哇投降。同年，都哇在库纳斯草原召开忽里勒台大会，废黜察八儿，确立了自己作为海都继承人及中亚统治者的地位。1307年都哇去世，其子宽阇继位仅一年暴毙，远亲塔里忽继位后，与都哇子孙爆发内战。察八儿、秃苦灭、斡罗思等窝阔台残部趁机起兵，一度击败继位的怯别。怯别军在元军支持下，成功击败察八儿、秃苦灭。察八儿越过伊犁河流亡大元，秃苦灭被怯别军追杀。斡罗思在战败后的记载缺失，推测可能于此时去世，或随察八儿一同流亡元朝。